# Thiomargarita
Thiomargarita — рід грам-негативних протеобактерій родини Thiotrichaceae. Це велетенські сульфат-відновлюючі бактерії, що живуть на океанічному шельфі. До роду відносяться два види Thiomargarita namibiensis і Thiomargarita magnifica та два кандидати — Thiomargarita nelsonii і Thiomargarita joergensii. Thiomargarita magnifica — найбільша відома сучасна бактерія, до 2 см завдовжки, що робить її легко видимою неозброєним оком.